# Tobias Altripp
Tobias Altripp (* 1998 in Athen) ist ein deutscher Jazzmusiker (Piano, auch Keyboards, Komposition).

## Leben und Wirken
Altripp, der aus einer musischen Familie stammt (der Maler Alo Altripp ist sein Großvater, der Kunsthistoriker und Byzantinist Michael Altripp sein Vater), erhielt ab 2004 Klavierunterricht. Ab 2007 wurde er an der Schule für Popularmusik Musikfabrik Greifswald mit Schwerpunkt Jazzpiano von Christian Jaroslawski unterrichtet. 2008 spielte er in der Schulband am Evangelischen Schulzentrum Martinschule. 2011, 2012 und 2013 nahm er am Kinderjazzfestival „Kids Jazz“ in Leipzig teil. Ab 2012 war er Jungstudent an der Hochschule für Musik und Theater Rostock. Von 2012 bis 2017 gehörte er zum Landesjugendjazzorchester von Mecklenburg-Vorpommern. Zwischen 2016 und 2023 absolvierte er den Bachelor im Studiengang Jazz/Popularmusik an der Hochschule für Musik und Darstellende Kunst Mannheim bei Rainer Böhm.
Bereits während des Studiums veröffentlichte Altripp erste Alben unter eigenem Namen mit der Band Expedition Quäck (Fermata, 2019) und dem Tobias Altripp Trio (2020). Weiterhin arbeitete er mit Thomas Siffling, Tony Lakatos, Sandy Patton, Doug Weiss, Klaus Graf, Ian Shaw und Lutz Häfner. Er trat bei Festivals wie dem Jazzfestival Würzburg, den Jazztagen Görlitz, Kemptener Jazz Frühling und den Eldenaer Jazz Evenings auf und ist auch auf Daniel Besthorns Album Emotions (2023) zu hören.
Seit Februar 2022 ist Altripp zudem als Klavierlehrer an der Musikfabrik Greifswald tätig.

## Diskographische Hinweise
- Tobias Altripp Trio feat. Gabriel Rosenbach & Marc Doffey: We Bring Some Horns (Mons Records 2024, mit Moritz Koser, Micha Jesske)[2][3]
- Tobias Altripp Trio: Experimental Blues (Bandcamp 2020, mit Moritz Koser, Micha Jesske)

## Preise und Auszeichnungen
Altripp erhielt 2014 den ersten Platz bei der Landesbegegnung Jugend jazzt (mit seiner Band) sowie den Sonderpreis für Komposition sowie 2021 den 5. Platz beim Sparda Jazz Award 2021 mit der Band Carli Kream und 2023 den Förderpreis der Schweriner Jazznacht.